# Saint-Pierremont (Ardennes)
Saint-Pierremont település Franciaországban, Ardennes megyében. Lakosainak száma 71 fő (2022. január 1.). Saint-Pierremont Authe, Autruche, Bar-lès-Buzancy, Beaumont-en-Argonne, La Berlière, Brieulles-sur-Bar, Harricourt, Oches, Sommauthe, Vaux-en-Dieulet és Verrières községekkel határos.

## Népesség
A település népessége az elmúlt években az alábbi módon változott:
| Lakosok száma | 148  | 114  | 100  | 99   | 74   | 75   | 73   | 72   | 72   | 71   |
|               | 1968 | 1982 | 1990 | 2006 | 2013 | 2015 | 2017 | 2019 | 2020 | 2022 |